# Soon (album)
Soon è un album in studio della cantante di musica country statunitense Tanya Tucker, pubblicato nel 1993.

## Tracce
1. You Just Watch Me – 4:31 (Rick Giles, Bob Regan)
2. Come on Honey – 3:30 (Paul Davis)
3. Soon – 3:28 (Casey Kelly, Regan)
4. I Love You Anyway – 2:45 (Pat Terry)
5. Let the Good Times Roll – 3:35 (Tony Martin, Reese Wilson)
6. We Don't Have to Do This – 3:47 (Gary Burr, Victoria Shaw)
7. Hangin' In – 3:24 (Steve Bogard, Giles)
8. Sneaky Moon – 3:17 (Bill LaBounty)
9. Silence Is King – 4:09 (Burr, Jim Photoglo)
10. A Blue Guitar – 2:54 (Dennis Linde)